# Vejrfænomen
Et Vejrfænomen er et meteorologisk fænomen, der kan forklares af principperne om meteorologi. Orkaner og monsun, luftfugtighed og sne, hedebølge og polare lavtryk, tåge og cumulonimbusskyer – vejret udfolder sig på mange måder rundt omkring i verden og i løbet af året.
Den 19. og 20. oktober 2012 blev der flere steder i Danmark rapporteret om det sjældne vejrfænomen, blodregn. Det rødlige skær i regnen skyldes sand og støv fra Sahara, som er hvirvlet op med vinden og ført op til Danmark. Den 2. juli 2011 blev København og omegn ramt af et voldsomt skybrud. Store dele af København lå efterfølgende under vand. Skybrud var et vejrfænomen, som danskerne og specielt københavnerne stiftede bekendtskab med i sommeren 2011.
Andre eksemplarer på vejrfænomener er bl.a. en hændelse i den kinesiske by Chifeng i november 2013. Her kunne indbyggerne se hele tre sole på himlen. De tre sole var akkompagneret af regnbuelignende lysstråler, som omsvøbte scenariet. Ifølge Chifeng Meteorological Bureau var der tale om et astronomisk fænomen, som kaldes ”fantom-sole” eller ”isglorier”. Fænomenet bliver synligt, når iskrystaller danner skyer 6000 meter oppe i luften, samtidig med solstråler reflekterer igennem disse skyer.

## Vejrfænomener
Eksempler på vejrfænomener:
| - Anticyklon - Bisol - Fønvind - Hagl - Halo - Hedebølge - Hvirvelstrøm - Isslag - Indian summer - Kelvin-Helmholtz skyer - Kuglelyn - Luftmasse - Lyn - Mesocyklon - Orkan | - Regn - Regnbue - Sanktelmsild - Sandstorm - Sne - Skypumpe - Sø-Effect sne - Støvhvirvel - Tornado - Tordenbyge - Tørke - Tåge - Vejrfront - Vind - Vulkan |